# Nokia 5140i
Il Nokia 5140i è un telefono cellulare prodotto dall'azienda finlandese Nokia e messo in commercio nel 2005.

## Caratteristiche
- Dimensioni: 106 x 46 x 23 mm
- Massa: 101 g
- Risoluzione display: 128 x 128 pixel a 65 000 colori
- Durata batteria in conversazione: 5 ore
- Durata batteria in standby: 300 ore (12 giorni)
- Memoria: 3.5 MB
- Infrarossi